# Didouche Mourad (commune)
Pour les articles homonymes, voir Bizot et Didouche Mourad (homonymie).
Didouche Mourad (en arabe : ديدوش مراد), anciennement Bizot lors de la colonisation française, est une commune de la wilaya de Constantine en Algérie. Son nom est un hommage au chef nationaliste algérien mort durant la Guerre d'Algérie, Didouche Mourad.

## Histoire
La commune a été créée par décret le 15 janvier 1856[réf. nécessaire] durant de la colonisation française de l'Algérie. Elle est intégrée dans la commune de plein exercice de Condé-Smendou (actuel Zighoud Youcef) par décret du 22 août 1861[réf. nécessaire], puis érigée en commune de plein exercice par décret du 10 décembre 1868[réf. nécessaire]. Le village prend alors le nom de Bizot et le gardera jusqu'à l'indépendance de l'Algérie.

## Démographie
Didouche Mourad est la quatrième commune la plus peuplée de la wilaya de Constantine après Constantine, El Khroub et Hamma Bouziane, selon le recensement général de la population et de l'habitat de 2008, la population de la commune est évaluée à 44 951 habitants contre 11 045 en 1987, la commune enregistre un fort taux de croissance annuel (3,1 % contre 1,5 % pour l’ensemble de la wilaya), sur la période 2008-1998.
| 1987   | 1998   | 2008   |
| ------ | ------ | ------ |
| 11 045 | 33 125 | 44 951 |